# Thời gian để yêu (phim truyền hình)
Thời gian để yêu là một bộ phim truyền hình được thực hiện bởi Hãng phim Vietcom do Nhâm Minh Hiền làm đạo diễn. Phim phát sóng vào lúc 20h00 từ Chủ Nhật đến thứ 5 hằng tuần, bắt đầu từ ngày 1 tháng 11 năm 2012 và kết thúc vào ngày 12 tháng 12 năm 2012 trên kênh HTV7.

## Nội dung
Thời gian để yêu xoay quanh các bạn trẻ trong một nhà máy nước trái cây đóng hộp, với muôn vàn phức tạp trong cuộc sống. Bên cạnh các bạn trẻ cố gắng vươn lên, cũng còn một số người đi ngược lại chiều hướng phát triển chỉ để mưu cầu cho lợi ích cá nhân, trong đó nổi bật nhất là Thái (Trương Thế Vinh) một chàng trai thông minh, giàu có, nhưng lại lắm mưu nhiều kế, chỉ vì quyền lợi, làm ảnh hưởng đến những số phận đau thương của các công nhân cũng như người thân nhất của đời mình.

## Diễn viên
- Trương Thế Vinh trong vai Thái
- Tú Vi trong vai Hương
- Lê Bê La trong vai Nguyệt
- Công Danh trong vai Khải
- Hùng Thuận trong vai Kháng
- Trọng Nhân trong vai Mạnh
- Thanh Bình trong vai Vinh
- Phương Hằng trong vai Nở
- Thanh Hiền trong vai Thủy
- Hoàng Trinh trong vai Bà Sang
- Quốc Hùng trong vai Ông Sang
- Lương Mỹ trong vai Bà Vui
- Lê Bình trong vai Ông Ẩn
- Hạnh Thúy trong vai Bà Thành
- NSƯT Việt Anh trong vai Ông Hùng
- Kim Phương trong vai Mẹ Hương

Cùng một số diễn viên khác....

## Ca khúc trong phim
Bài hát trong phim là ca khúc "Thời gian" do Phạm Anh Khoa sáng tác và thể hiện.

## Giải thưởng
| Năm  | Giải thưởng   | Hạng mục                              | (Người) đề cử  | Kết quả   | Tham khảo |
| ---- | ------------- | ------------------------------------- | -------------- | --------- | --------- |
| 2013 | HTV Awards    | Nam diễn viên phụ được yêu thích nhất | Hùng Thuận     | Đề cử     | [ 4 ]     |
| 2013 | HTV Awards    | Nữ diễn viên phụ được yêu thích nhất  | NSƯT Hạnh Thúy | Đề cử     | [ 4 ]     |
| 2015 | Ngôi Sao Xanh | Phim truyền hình xuất sắc nhất        | —              | Đoạt giải | [ 5 ]     |